# Sydney Templeman, Baron Templeman
Sydney William Templeman, Baron Templeman MBE PC (* 3. März 1920; † 4. Juni 2014) war ein britischer Jurist und von 1982 bis zu seinem Tod Mitglied des House of Lords.

## Leben

### Rechtsanwalt und Lord Justice of Appeal
Nach dem Schulbesuch absolvierte Templeman ein Studium der Rechtswissenschaften am St John’s College der University of Cambridge und war nach seiner anwaltlichen Zulassung als Barrister tätig. Bereits als Rechtsanwalt erwarb er sich breite Anerkennung für seine grundlegenden Plädoyers wie zum Beispiel 1969 in dem beim House of Lords anhängigen Verfahren Anisminic v Foreign Compensation Commission. In diesem wichtigen Verfahren zum englischen Verwaltungsrecht entschied das Oberhaus, dass jeder von einer öffentlichen Behörde begangene Rechtsfehler zur Nichtigkeit der getroffenen Entscheidung führt und dass eine Ausschlussklausel die Gerichte nicht aus ihrer Zuständigkeit der gerichtlichen Prüfung entlässt.
Zwischen 1974 und 1976 war er Präsident des Senats der Anwaltskammern (Inns of Court) sowie im Anschluss bis 1979 Mitglied der Königlichen Kommission für juristischen Dienste.
1978 wurde er zum Lord Justice of Appeal ernannt und Richter an dem für England und Wales zuständigen Court of Appeal. An diesem Berufungsgericht war er bis 1982 tätig.

### Mitglied des Oberhauses, Lordrichter und bedeutende Urteile
1982 wurde Templeman als Peer mit dem Titel Baron Templeman, of White Lackington in the County of Somerset, in den Adelsstand erhoben und gehörte seither als Mitglied dem House of Lords an.
Als solches war er von 1982 bis 1994 als Lordrichter (Lord of Appeal in Ordinary) tätig. In dieser Zeit wirkte er an zahlreichen bedeutenden Entscheidungen im englischen Recht mit, wie zum Beispiel:
- Mountford v Street (1985): In dieser bedeutenden Entscheidung zum Sachenrecht befasste sich das Gericht mit der Frage von Grundstücksbesetzungen und ob sich das Recht zur Besetzung einer Liegenschaft aus einem Vertrag, wie einem Mietverhältnis („Tenancy“), oder lediglich aus einer Genehmigung („Licence“) begründet.[1]
- Gillick v West Norfolk Area Health Authority (1985): Darin befasste sich das Gericht mit der Frage, ob ein Kind von 16 oder weniger Jahren eigenständig über seine medizinische Behandlung ohne Einwilligung oder Kenntnis seiner Eltern entscheiden darf.[2]
- R v Brown (1994): Ist ein Urteil des House of Lords, in dem eine Gruppe von Männern wegen einvernehmlicher sadomasochistischer sexueller Handlungen über einen Zeitraum von 10 Jahren verurteilt wurden. Sie wurden wegen „ungesetzlicher und böswilliger Verwundung“ für schuldig befunden und wegen „Angriffe aus Anlass von Körperverletzungen“ gemäß §§ 20 und 47 des Gesetzes überStraftaten gegen die Person von 1861 (Offences against the Person Act 1861). Die zentrale Frage des Gerichts war, ob eine gültige Einwilligung zum Angriff unter diesen Umständen eine Rechtfertigung für die Taten darstellte, was die Richter aber verneinten.[3] Der Fall ging in die britische Rechtsgeschichte wegen der vorherigen Untersuchung als Spanner Case ein.
- Attorney‐General for Hong Kong v Reid (1994): Bei diesem Fall handelte es sich um ein Verfahren aus dem Trustrecht, bei dem entschieden wurde, dass Bestechungsgelder, die von einer Vertrauensperson angenommen wurden, in jede von dieser Person gekaufte Immobilie zurückverfolgt werden dürfen, und vom Empfänger konstruktiv-treuhänderisch verwaltet werden.[4]